# 服部健二
服部健二（はっとり けんじ、1946年12月9日- ）は、日本の哲学研究者、立命館大学名誉教授。
大阪府大阪市旭区生まれ。大阪府立北野高等学校卒、1971年四国学院大学人文学科卒業。1977年立命館大学大学院文学研究科西洋哲学専攻博士課程単位取得退学。1981年立命館大学文学部助教授、91年教授、97－99年文学部長、2012年名誉教授。

## 著書
- 『歴史における自然の論理 フォイエルバッハ・マルクス・梯明秀を中心に』新泉社 1990
- 『西田哲学と左派の人たち』こぶし書房 2000
- 『四人のカールとフォイエルバッハ レーヴィットから京都学派とその「左派」の人間学へ  ダウプ マルクス バルト レーヴィット』こぶし書房 2015
- 『レーヴィットから京都学派とその「左派」の人間学へ 交渉的人間観の系譜』こぶし書房 2016

### 翻訳
- テオドール・W・アドルノ『フッサール現象学における物的ノエマ的なものの超越』青柳雅文共訳 こぶし書房 2006
- マックス・ホルクハイマー『理論哲学と実践哲学の結合子としてのカント『判断力批判』』青柳雅文共訳 こぶし書房 2010

## 論文
- ＜服部健二